# Iolanda Balaș
Iolanda Balaş (Timișoara, 12 de dezembro de 1936 — 11 de março de 2016), foi uma atleta romena, considerada um dos maiores nomes do salto em altura em todos tempos. Bicampeã olímpica, quebrou 14 vezes o recorde mundial feminino e venceu 150 provas consecutivas da modalidade.
Balaş estreou no atletismo em 1949, aos 12 anos, e desenvolveu uma técnica para o salto que parecia não muito vantajosa e ultrapassada na época, uma variação da tesoura mas sem a rotação do torso no momento do salto e com as pernas separadas, ao invés do movimento utilizado de maneira comum, pernas juntas na ultrapassagem da barra. Mesmo assim, em 1955, um ano antes dos Jogos Olímpicos de Melbourne, ela estabeleceu o primeiro de seus recordes mundiais, saltando 1,75 m. Favorita para Melbourne 1956, porém, ela conseguiu apenas o 5º lugar na competição e viu a norte-americana Mildred McDaniel quebrar o seu recorde em um centímetro.
Com 1,85m e longas pernas, A partir do ano seguinte e por toda uma década, Balaş seria o principal nome desta prova. Entre 1957 e 1967, quando encerrou a carreira, ela estabeleceu 13 novas marcas mundiais e foi a primeira mulher a saltar acima de 1,80 m e 1,90 m. Em Roma 1960, Balas conquistou seu primeiro ouro olímpico saltando 1,85 m, quatorze centímetros a mais que a medalhista de prata. "Meu grande adversário é a barra. Seria bom se eu tivesse uma outra rival à altura", dizia na época. Em Tóquio 1964, apesar de lesionada no tendão e no joelho, conquistou o segundo ouro saltando 1,90m, seu segundo recorde olímpico.
Três anos depois, após sofrer uma derrota depois de 140 vitórias consecutivas - imbatível desde 1958 - Iolanda abandonou o atletismo. Seu último recorde mundial, 1,91 m, conquistado em 1961, em Sófia, na Bulgária, permaneceu como melhor marca do mundo por dez anos. Após a carreira, ela casou-se com seu técnico, ensinou educação física na Romênia e foi presidente da Federação de Atletismo Romena entre 1988 e 2005.
Balas é a única atleta a ter vencido por duas vezes consecutivas o salto em altura nos Jogos Olímpicos e uma das duas únicas, junto com a alemã Ulrike Meyfarth – Munique 1972 e Los Angeles 1984 – a ter vencido mais de uma vez.